# Мизочский сахарный завод
Мизочский сахарный завод — предприятие пищевой промышленности в посёлке Мизоч Ровненского района Ровенской области Украины, прекратившее своё существование.

## История
В 1878 году в волостном центре Мизоч Волынской губернии Российской империи был построен и начал работу крупный сахарный завод. В 1885 году завод сгорел, но в 1895 году он был восстановлен предпринимателями Бродскими. Изначально, количество работников составляло 110 человек, в следующие годы было увеличено.
В ходе первой русской революции 1905—1907 гг. в 1906 году 220 рабочих завода начали забастовку, потребовав увеличения зарплаты. В результате, заводская администрация была вынуждена увеличить им зарплату на 20 копеек.
Перед началом Первой мировой войны от станции Озеряны к заводу была проложена узкоколейная железная дорога.
В январе 1918 года здесь была установлена Советская власть, однако уже в феврале 1918 года селение оккупировали австро-немецкие войска (которые оставались здесь до ноября 1918 года), затем селение оказалось в зоне боевых действий гражданской войны.
В ходе советско-польской войны в сентябре 1920 года село захватили польские войска, и Мизоч остался в составе Волынского воеводства Польши.
29 июля 1939 года рабочие сахарного завода начали забастовку, так как владельцы завода задержали выплату им зарплаты.
17 сентября 1939 года Мизоч заняли части РККА, Советская власть была восстановлена. В январе 1940 года Мизоч стал районным центром, что способствовало его развитию.
В ходе Великой Отечественной войны 27 июня 1941 года Мизоч был оккупирован наступавшими немецкими войсками. 4 февраля 1944 года он был освобождён советскими войсками. Весной 1944 года исполком утвердил решение о восстановлении райцентра (почти полностью разрушенный сахарный завод было решено восстанавливать после восстановления больницы и МТС).
В 1953 году восстановление сахарного завода было завершено.
В 1961 году три местных колхоза были объединены в колхоз Мизочского сахарного комбината и переориентированы на выращивание сахарной свеклы для обеспечения его сырьём.
В 1970 году завод произвел сверх плана 216 тонн сахара, после чего 14 работников были награждены орденами и медалями. В дальнейшем, оборудование предприятия было обновлено. Для измельчения свеклы кроме безреберных и прокатанных ножей, на Воронежском, Куяновском, Шпановском и Мизочском сахарных заводах использовались плоские ножи, изготовленные из стали 65Г.
В целом, в советское время сахарный завод входил в число ведущих предприятий посёлка, на его балансе находились объекты социальной инфраструктуры.
После провозглашения независимости Украины завод перешёл в ведение Государственного комитета пищевой промышленности Украины.
В мае 1995 года Кабинет министров Украины утвердил решение о приватизации сахарного завода. В дальнейшем, государственное предприятие было преобразовано в открытое акционерное общество.
В августе 2000 года сахарный завод был признан банкротом и началась процедура его ликвидации.
В 2002 году завод перешёл в собственность компании ООО «Новітні крохмальні технології», здесь было установлено оборудование по производству крахмала. Начавшийся в 2008 году экономический кризис осложнил положение предприятия, которое прекратило производственную деятельность. В 2009 году было возбуждено дело о банкротстве компании и 14 сентября 2010 года она была признана банкротом. В дальнейшем завод начали разбирать на металлолом.